# Blackburn Olympic Football Club
Pour les articles homonymes, voir Blackburn (homonymie).
Maillots
Dernière mise à jour : 16 août 2010.
Le Blackburn Olympic Football Club est un club de football anglais basé dans la ville de Blackburn ayant existé entre 1878 et 1889. Même s'il n'a joué que pendant une dizaine d'années, le Blackburn Olympic a une place significative dans l'histoire du football anglais car il est le tout premier club du nord du pays et le premier club issu de la classe sociale des ouvriers à remporter une compétition nationale, la coupe d'Angleterre de football. Cette coupe n'avait été jusqu'alors remportée que par les équipes amateur issues des Home Counties. La victoire de l'Olympic marque un tournant dans la transition entre le football passe-temps pour des gentlemen issus des classes sociales élevée et le football professionnel.
Le club est créé en 1878 et participe initialement aux compétitions locales. En 1880, le club s'inscrit pour la première fois à la coupe d'Angleterre. Trois ans plus tard il remporte le trophée en battant en finale le Old Etonians Football Club au Kennington Oval. Cette victoire est un des éléments important dans la décision d'officialiser le professionnalisme prise deux ans plus tard par la Football Association. Toutefois, le Blackburn Olympic se montre incapable de survivre au milieu de clubs en meilleure santé financière et comptant plus de supporters et disparait en 1889.
La plupart des matchs à domicile de l'Olympic se déroulent au Hole-i'-th-Wall stadium, un terrain  dénommé en relation avec le Pub situé juste à côté. Le maillot du club est bleu clair et son short blanc.

## Histoire

### Les premières années

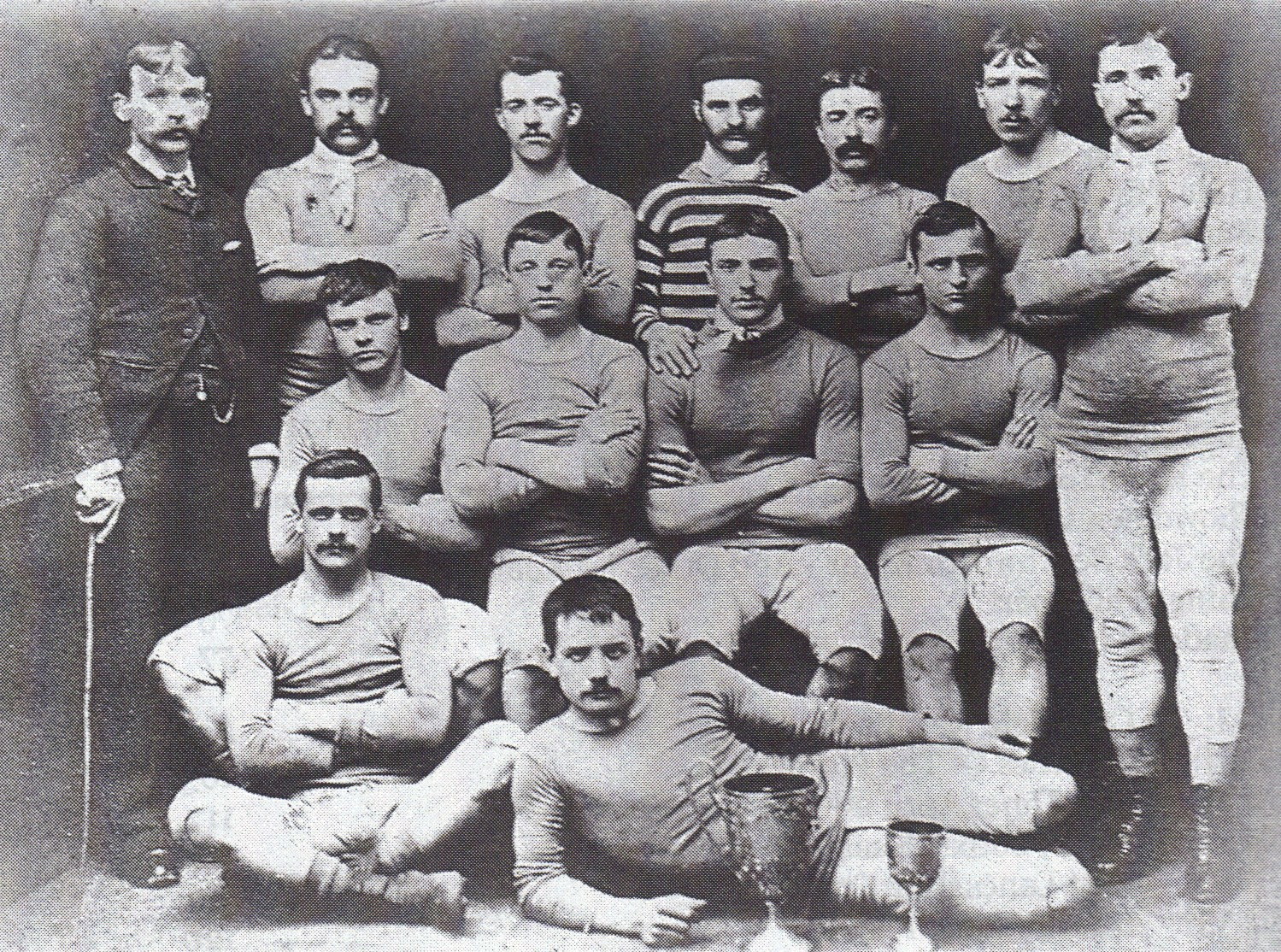
L'équipe en 1882

Le football est codifié dans les années 1860 dans le sud de l'Angleterre et les joueurs étaient issus des classes élevées de la société et recrutés parmi les élèves des écoles huppées et des étudiants d'Oxbridge. Dans la décennie suivante le football commence à se répandre dans les villes industrielles du nord du pays. Ainsi la ville de Blackburn dans le Lancashire compte plus d'une douzaine de clubs actifs en 1877 comme les Blackburn Rovers fondés en 1875 qui sont considérés comme la meilleure équipe de la ville. 
Le Blackburn Olympic Football club est créé en février 1878 quand deux clubs existants, le Black Star et James Street, décident de fusionner. Le nom est choisi par James Edmondson, le premier trésorier du club. Le premier match du nouveau club est un match amical disputé le 9 février 1878. Le match contre une autre équipe de Blackburn, St. John's, se termine par une victoire 2 buts à 0. Les deux saisons suivantes, l'Olympic continue à jouer des matchs amicaux et s'inscrit dans la Blackburn Association Challenge Cup, une coupe disputée par élimination directe, ouverte à tous les clubs de la ville et organisée par une fédération locale qui entendait gouverner le football dans la région. L'Olympic remporte à deux reprises la compétition (1879 et 1880). La compétition s'interrompt lorsque la fédération locale est absorbée par la Lancashire County Football Association. 
En 1880, la direction du club décide de participer à des compétitions plus lucratives et s'inscrit dans deux nouvelles compétitions, la Lancashire Senior Cup et à la Football Association Challenge Cup (la Coupe d'Angleterre), la principale compétition nationale. Le premier match de l'Olympic en coupe d'Angleterre se solde par une défaite 5 buts à 4 contre le Sheffield Football Club. La deuxième saison n'est pas plus glorieuse avec cette fois une défaite au premier tour contre le Darwen AFC. La réputation du club grandit néanmoins et des matchs amicaux sont maintenant organisés contre des équipes issues d'autres ligues comme Sheffield Wednesday et Nottingham Forest voire contre des clubs écossais comme Cowlairs FC ou Hibernian FC. Les dépenses du club sont de plus en plus importantes. Un riche industriel de la ville de Blackburn, Sydney Yates, investit beaucoup d'argent dans l'organisation du club. À la fin de la saison 1881-1882, l'Olympic bat les Blackburn Rovers en finale de la East Lancashire Charity Cup.

### Le succès

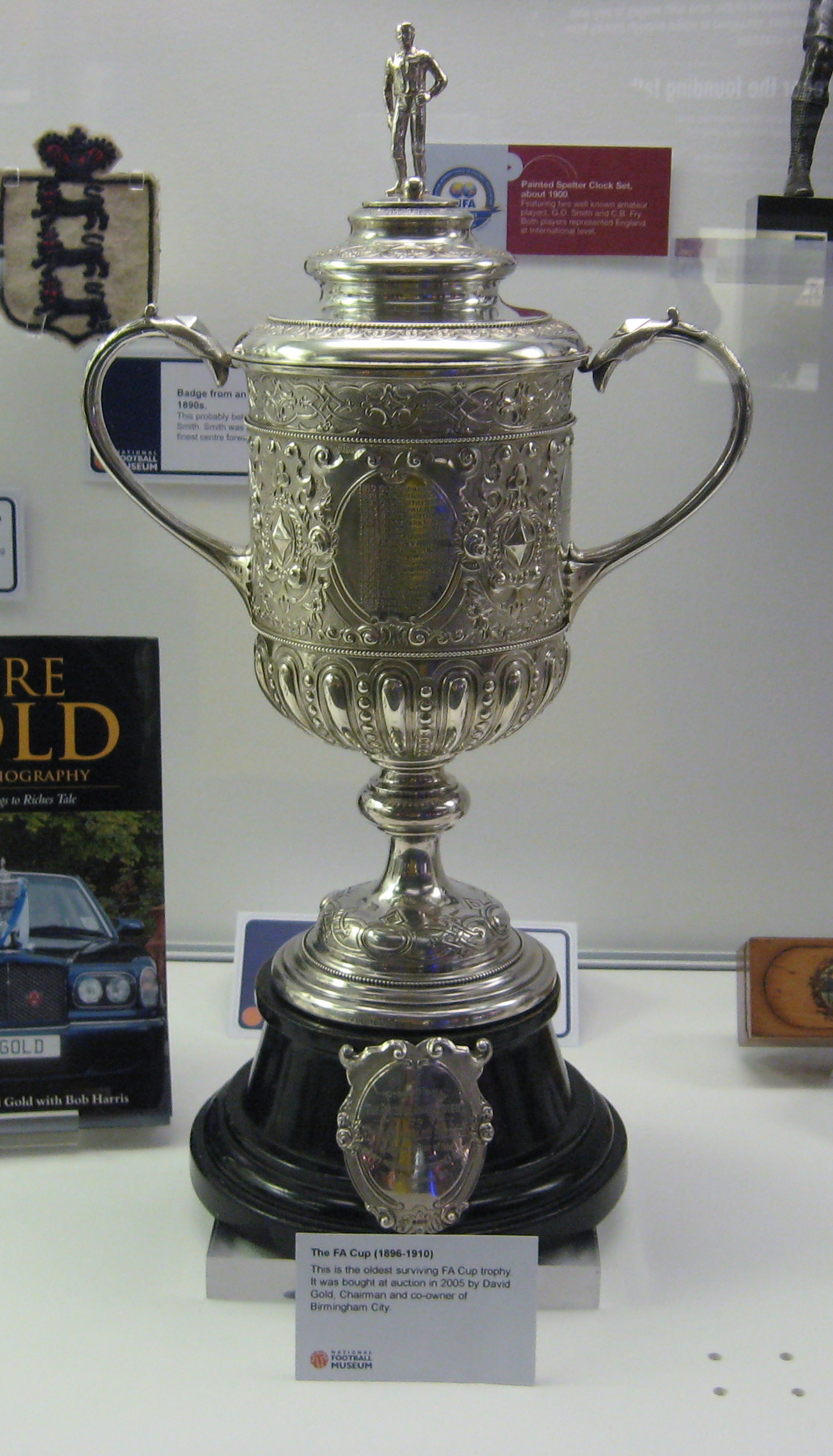
Le deuxième trophée de la FA Cup présenté ci est identique à celui gagné par l'Olympic en 1883. L'original a été volé en 1895 et jamais retrouvé

Lors de la Coupe d'Angleterre de football 1882-1883, le Blackburn Olympic se débarrasse de quatre autres équipes issues du Lancashire, Accrington FC, Lower Darwen, Darwen Ramblers, et Church, pour atteindre le cinquième tour de la compétition. L'Olympic se voit alors opposé le club gallois des Druids. L'Olympic l'emporte sur le large score de 4 buts à 1 et se qualifie ainsi pour les demi-finales où ils doivent affronter pour la première fois une équipe du sud de l'Angleterre le Old Carthusians FC. Les Carthusians est une équipe composée avec d'anciens élèves de la Charterhouse School et ont déjà remporté la coupe d'Angleterre deux années auparavant, en 1881. Même les journaux de Blackburn en font les grands favoris pour la qualification en finale,.
L'Olympic l'emporte quand même sur le score de 4 buts à 0 lors d'un match disputé sur terrain neutre à Whalley Range, Manchester. En finale ils se voient opposés une autre grande équipe amateur, l'Old Etonians Football Club, tenant du titre en Coupe d'Angleterre. Les Etonians ont en effet battus les grands rivaux de l'Olympic, les Blackburn Rovers lors de la finale un an auparavant.
Avant la finale, Jack Hunter, qui a rejoint l'équipe en 1882 en tant qu'entraîneur-joueur et qui est international anglais, décide d'emmener l'équipe à Blackpool pour quelques jours pour effectuer un entraînement spécifique. C'est alors la première fois qu'une équipe entreprend une telle action considérée alors comme totalement novatrice,.
La finale commence mal pour l'Olympic : les Etonians prennent la tête en ouvrant le score en première mi-temps par Harry Goodhart. En deuxième mi-temps Arthur Matthews égalise. Peu après Arthur Dunn se blesse et doit quitter le terrain forçant les Etonians à jouer à 10 pour le restant du match. Le score reste à égalité jusqu'à la fin des 90 minutes réglementaires. Le règlement de la Coupe d'Angleterre prévoit la possibilité de jouer 30 minutes de prolongations seulement si l'arbitre le décide. En réaction à la pression populaire exercée par les supporters présents et sur la demande des deux capitaines, la prolongation a bien lieu.
Pendant la prolongation, l'endurance supérieure de l'Olympic commence à se faire sentir. Au bout de 20 minutes, Jimmy Costley reçoit une passe de John Yates, frappe au but et bat John Rawlinson le gardien de but des Etonians pour marquer le but de la victoire. 
Le retour à Blackburn est triomphal, les joueurs prennent part à une parade en ville pour célébrer la victoire et sont reçus officiellement à la mairie de la ville. Le capitaine du club Albert Warburton y déclare : « The Cup is very welcome to Lancashire. It'll have a good home and it'll never go back to London ».
Dans le sud du pays, la victoire du Blackburn Olympic sur une des plus grandes équipe amateur du pays provoque la consternation. À cette époque-là, la fédération britannique interdit les clubs dont les joueurs sont payés. Malgré cela, les clubs issus du monde ouvrier, et tout spécialement ceux issus du Lancashire, sont très régulièrement suspectés de payer leurs joueurs et ce depuis au moins 1876. Dans la foulée de la victoire de l'Olympic, les journalistes et les dirigeants des clubs affiliés aux ligues du sud intensifient leurs demandes auprès de la fédération afin de provoquer des enquêtes sur les finances des clubs du nord. Ils se concentrent tout particulièrement sur la période d'entraînement organisée par l'Olympic à Blackpool et qui suggère que les joueurs n'auraient pas été en mesure de prendre autant de temps hors travail sauf si le club ne leur avait pas versé une certaine forme de salaire. Des questions sont alors posées aux joueurs qui ont déménagé d'une ville à une autre dans l'optique de changer de club de football. À l'Olympic, ça a été le cas de Jack Hunter qui a quitté Sheffield pour Blackburn pour rejoindre le club. En fin de compte, aucune action n'a été décidée à l'encontre l'Olympic, alors que dans le même temps des sanctions ont été prises à l'encontre d'autres clubs comme le Preston North End qui a été exclu de la coupe d'Angleterre. Ce tournant a poussé certains clubs du nord de l'Angleterre à rompre avec la fédération britannique pour former une organisation rivale qui n'impose pas le soi-disant « idéal amateur » aux clubs,.

### La disparition du club

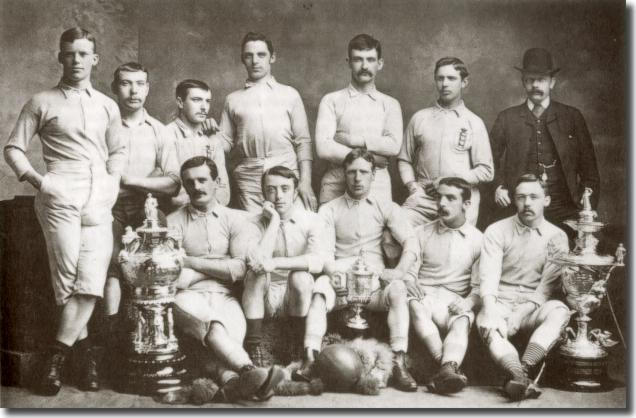
Les Blackburn Rovers, équipe rivale de l'Olympic, remportent la FA Cup pour la première fois en 1884 et deviennent rapidement le principal club de la ville.

La saison suivante, le Blackburn Olympic FC se hisse une nouvelle fois en demi-finale de la coupe d'Angleterre, cette fois-ci en même temps que leur grand rival local, les Blackburn Rovers. Lors du tirage au sort des demi-finales, l'Olympic se voit opposé le club écossais du Queen's Park Football Club alors que les Rovers jouent contre Notts County. Les deux équipent de Blackburn ont donc la possibilité de se retrouver l'une contre l'autre en finale. 
L'Olympic est toutefois surclassé par ses adversaires écossais, Queen's Park l'emportant sur le score sans appel de 4 buts à 0. Le club de Blackburn fait alors appel du résultat auprès de la fédération à cause de l'envahissement partiel du terrain par quelques-uns des 16 000 spectateurs. L'appel est rejeté. De leur côté, les Rovers se qualifie pour la finale avant de l'emporter contre Queen's Park.
Jamais plus le Blackburn Olympic ne rejoue à ce niveau. Lors de la coupe d'Angleterre 1884-1885, l'Olympic perd au deuxième tour contre les Blackburn Rovers qui gagnent définitivement le cœur des habitants de la ville en remportant pour la deuxième année consécutive la compétition. Le football anglais évite un schisme majeur en acceptant dans ses rangs le professionnalisme en 1885.
Dans une ville de la taille de Blackburn, l'Olympic a du mal à trouver sa place face aux Rovers. Le succès durable de ces derniers leur complique la tâche dans la recherche de spectateurs et de sponsors. Le club  se retrouve dans l'incapacité de s'aligner sur les niveaux de salaire proposés par les Rovers et d'autres clubs du Lancashire. En 1886, la direction du club est obligée de réduire les salaires de ses joueurs pour n'offrir qu'un quart de ce que le Preston North End offre alors aux siens. De nombreux joueurs quittent alors le club pour signer dans d'autres équipes plus généreuses.
Le championnat d'Angleterre de football se forme en 1888. Il compte dans ses rangs les principaux clubs des Midlands et du nord de l'Angleterre. William McGregor, le président d'Aston Villa édicte la règle qu'une ville ne peut en cette première année être représentée que par une seule équipe. Il choisit les Rovers plutôt que l'Olympic pour représenter Blackburn,.
Certains clubs non retenus pour le nouveau championnat d'Angleterre se réunissent pour former The Combination, une ligue secondaire organisant son propre championnat. L'Olympic en fait partie. La compétition étant mal organisée et n'attirant que très peu de spectateurs, elle s'interrompt avant même la fin de la première saison.
Au début de l'année 1889, assailli par de lourdes dettes, les dirigeants du club décident de libérer de leur contrat tous les joueurs professionnels et n'emploient plus alors que des joueurs amateurs. Cette mesure désespérée vient trop tard pour sauver le club qui ferme définitivement ses portes en décembre 1889. Son dernier match est une défaite enregistrée contre l'Everton Football Club. Le nom du Blackburn Olympic Football Club est repris en 1959 par un club amateur de la ville mais il n'y a aucune relation entre les deux structures.

## Palmarès
- FA Cup
  - Vainqueur en 1883
- East Lancashire Charity Cup
  - Vainqueur en 1881-1882
- Blackburn Association Challenge Cup

Vainqueur en 1878-1879 et 1879-1880
- Livesey United Cup
  - Vainqueur en 1877-1878

La seule compétition dans laquelle le club a été inscrit sans jamais la gagner est la Lancashire Senior Cup.

## Le stade

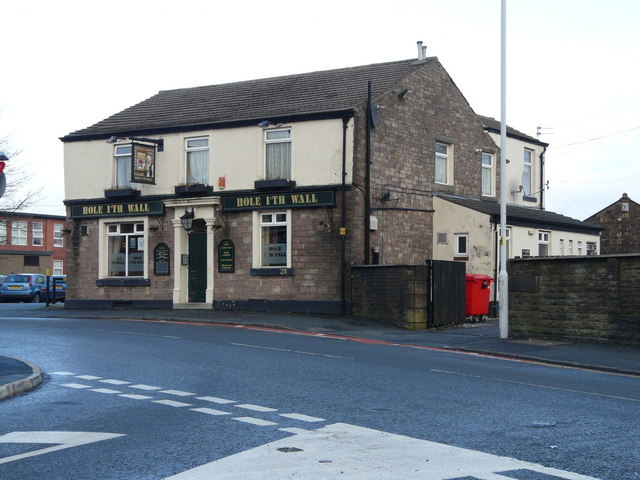
Une vue du pub moderne « Hole-i-th'-Wall » qui donna en son temps son nom au stade du club

Le tout premier match du Blackburn Olympic Football Club s'est déroulé sur un terrain appartenant au Blackburn Cricket Club situé à Higher Oozebooth. Pendant les huit premiers mois de l'existence du club, l'Olympic a joué ses matchs à domicile à divers endroits, incluant Roe Lee et Cob Wall. En 1879, la direction du club prend en location un terrain adjacent à un pub dénommé « the Hole-i'-th'-Wall » et situé au sommet d'une colline de la ville de Blackburn dénommée Shear Brow hill. Le terrain avait auparavant été utilisé par un autre club, Queen's Own, mais restait vacant depuis que la plupart des joueurs de ce club avaient rejoint les Blackburn Rovers.
La surface de jeu est alors en pente et est connue pour être particulièrement boueuse. En 1880, le club dépense 100 £ pour drainer le terrain. Les installations autour du terrain sont minimes et la plupart des spectateurs sont simplement installées debout autour du terrain, comme c'était alors le cas pour presque tous les stades. Une tribune est érigée derrière un des buts en 1881 mais elle est gravement endommagée après un orage en 1884 et remplacée par une autre plus élaborée située elle sur une des longueurs du terrain. À la même époque, plusieurs autres abris sont construits pour donner un toit aux autres spectateurs tout autour du terrain. La plus grande affluence enregistrée à Hole-i'-th'-Wall est d'approximativement 10 000 personnes pour un match contre Preston North End en novembre 1884, mais des affluences de 1 000 à 2 000 spectateurs était la norme pour les matchs du Blackburn Olympic.
Après la dissolution du club, le terrain est repris par le Blackburn Railway Clerks Club. Il est aujourd'hui le site du St. Mary's College.

## Les couleurs
Dans les premiers temps de son existence, le Blackburn Olympic Football Club arbore habituellement des maillots de couleur magenta. Comme les règles à propos des tenues des joueurs étaient alors moins strictes, certains joueurs peuvent porter au sein d'une même équipe des maillots sensiblement différents. À côté des maillots magenta, Tommy Gibson, un défenseur, décide lui de revêtir un maillot rayé horizontalement ambre et noir, une pratique ensuite reprise par son coéquipier Alf Astley. Quand le club s'inscrit en coupe d'Angleterre de football pour la première fois en 1880, le règlement de la compétition dit que tous les joueurs d'une même équipe doivent porter le même maillot pour faciliter l'identification. Une nouvelle tenue bleu ciel et blanc est alors choisie. En cas d'adversaire arborant les mêmes couleurs, la deuxième tenue de l'Olympic présente un maillot bleu foncé et un short blanc. Il n'existe aucun trace d'un badge ou blason sur la tenue du club, même si les photographies prises lors de la victoire en coupe d'Angleterre montent de nombreux joueurs avec sur leur maillot le blason de la Ligue du Lancashire.

## Les joueurs

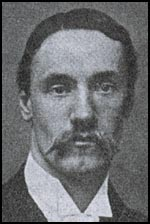
Jack Southworth a été sélectionné en équipe d'Angleterre de football après son passage à l'Olympic

L'équipe qui remporte la Coupe d'Angleterre de football 1882-1883 est composée de onze joueurs nés en Angleterre ce qui est une première dans la compétition. L'équipe se compose ainsi : 
| Position          | Nom                                                                       |
| ----------------- | ------------------------------------------------------------------------- |
| Gardien de but    | Thomas Hacking                                                            |
| Défenseurs        | James Ward, Albert Warburton                                              |
| Milieu de terrain | Tommy Gibson, Jack Hunter, William Astley                                 |
| Attaquants        | Tommy Dewhurst, Arthur Matthews, George Wilson, Jimmy Costley, John Yates |

James Ward est le seul joueur du club à avoir été sélectionné en équipe nationale alors qu'il joue au Blackburn Olympic. Il dispute un match contre le Pays de Galles en 1885. Tommy Dewhurst avait été sélectionné pour un match en 1884 mais sa sélection est annulée après qu'il a pris part à une bagarre avec un joueur du Northwich Victoria FC. Six autres joueurs ayant joué pour l'Olympic ont été appelés en équipe nationale lors qu'il n'y jouaient plus ou pas encore : Joe Beverley, Edgar Chadwick, Jack Hunter, Jack Southworth, William Townley et John Yates.

## Sources
- (en) Hunter Davies, Boots, Balls and Haircuts : An Illustrated History of Football from Then to Now, Cassell Illustrated, 2003, 288 p. (ISBN 1-84403-261-2)
- (en) Graham Phythian, Shooting Stars : The Brief and Glorious History of Blackburn Olympic 1878–1889, SoccerData, 2007, 132 p. (ISBN 978-1-899468-83-6 et 1-899468-83-8)
- (en) Phil Soar et Martin Tyler, Encyclopedia of British Football, Willow Books, 1983 (ISBN 0-00-218049-9)
- (en) Keith Warsop, The Early FA Cup Finals and the Southern Amateurs, SoccerData, 2004 (ISBN 1-899468-78-1)